# Sean Fields
Sean Fields, kanadski hokejist, * 6. marec 1981, Edmonton, Alberta, Kanada.
Fields je večino kariere igral v severnoameriških hokejski ligah, z izjemo sezone 2006/07 pri HDD ZM Olimpija, kjer je v slovenski ligi branil na trinajstih tekmah in s klubom osvojil naslov slovenskega prvaka. Po koncu sezone se je upokojil pri šestindvajsetih letih.

## Pregled kariere
Odebeljeno - reprezentančni nastopi, glej tudi Statistika pri hokeju na ledu.
| Moštvo                     | Liga           | Sezona |    | Redni del | Redni del | Redni del | Redni del | Redni del | Redni del | Redni del | Redni del |    | Končnica | Končnica | Končnica | Končnica | Končnica | Končnica | Končnica | Končnica |
| -------------------------- | -------------- | ------ | -- | --------- | --------- | --------- | --------- | --------- | --------- | --------- | --------- | -- | -------- | -------- | -------- | -------- | -------- | -------- | -------- | -------- |
| Moštvo                     | Liga           | Sezona | OT | PG        | G         | P         | T         | KM        | GT        | OD        | OT        | PG | G        | P        | T        | KM       | GT       | OD       |          |          |
| Boston University Terriers | NCAA           | 00/01  |    | 16        |           | 0         | 0         | 0         | 4         | 2.53      | .903      |    |          |          |          |          |          |          |          |          |
| Boston University Terriers | NCAA           | 01/02  |    | 33        |           | 0         | 1         | 1         | 6         | 2.73      | .900      |    |          |          |          |          |          |          |          |          |
| Boston University Terriers | NCAA           | 02/03  |    | 40        |           | 0         | 0         | 0         | 2         | 2.49      | .911      |    |          |          |          |          |          |          |          |          |
| Boston University Terriers | NCAA           | 03/04  |    | 34        |           | 0         | 0         | 0         | 12        | 2.81      | .902      |    |          |          |          |          |          |          |          |          |
| Tulsa Oilers               | CHL            | 04/05  |    | 5         |           | 0         | 1         | 1         | 0         | 4.30      | .867      |    |          |          |          |          |          |          |          |          |
| Gwinnett Gladiators        | ECHL           | 04/05  |    | 31        |           | 0         | 0         | 0         | 4         | 2.48      | .913      |    | 3        |          | 0        | 0        | 0        | 0        | 3.13     | .890     |
| Providence Bruins          | AHL            | 05/06  |    | 1         |           | 0         | 0         | 0         | 0         | 4.67      | .864      |    |          |          |          |          |          |          |          |          |
| Gwinnett Gladiators        | ECHL           | 05/06  |    | 45        |           | 0         | 1         | 1         | 10        | 2.75      | .905      |    | 8        |          | 0        | 0        | 1        | 4        | 3.12     | .886     |
| Utah Grizzlies             | ECHL           | 06/07  |    | 11        |           | 0         | 0         | 0         | 0         | 4.42      | .891      |    |          |          |          |          |          |          |          |          |
| HDD ZM Olimpija            | Slovenska liga | 06/07  |    | 13        | 13        | 0         | 0         | 0         | 8         | 2.00      |           |    | 1        | 5        | 0        | 0        | 0        | 2        | 4.00     |          |